# Rue des Laboureurs
La rue des Laboureurs est une voie de la commune française de Colmar.

## Situation et accès
Cette voie de circulation, d'une longueur de 240 m, se trouve dans le quartier centre.
On y accède par les rues de la Grenouillère, Saint-Éloi, de Theinheim, de l'Ours, d'Alspach, de la Corneille.
Cette voie n'est pas desservie par les bus de la TRACE.